# Catalogul Electrecord

Disc Electrecord, București 1943

Catalogul Electrecord cuprinde toate materialele discografice fabricate de casa de discuri de la înființarea ei (1932) până astăzi. De-a lungul timpului, înregistrările au fost imprimate pe următoarele suporturi (în ordinea de apariție a tehnologiilor):
- disc de ebonită cu diametrul de 25 cm (din 1932, înregistrări Kristall – Germania, iar din 1937, înregistrări proprii, până în 1967) – peste 4000 de apariții
- disc de ebonită cu diametrul de 30 cm
- disc de vinil cu diametrul de 17 cm (1956–1994) – cel puțin 1712 de apariții
- disc de vinil cu diametrul de 25 cm (1956–1975) – cel puțin 410 de apariții
- disc de vinil cu diametrul de 30 cm (1956–1996, 2023-prezent) – 4417 de apariții
- fotodisc (din 1958 și în anii șaizeci)
- casetă audio (1975–2005, 2023-prezent) – cel puțin 1559 de apariții
- compact disc (din 1990 până astăzi) – cel puțin 1178 de apariții

## Seriile interbelice
Seriile discografice produse de casa de discuri Electrecord în perioada interbelică, în anii celui de Al Doilea Război Mondial, și în perioada până în 1956 cuprind câteva sute de discuri de ebonită cu muzică românească sau străină din genurile ușoară și populară. Există două astfel de serii:
- multiplicări ale discurilor imprimate de casa Kristall (din Germania), realizate din 1932
- imprimări proprii cu muzică românească, începând cu anul 1937

## Seria E_A
Seria E_A reunește discurile de ebonită cu diametru de 25 cm editate de Electrecord în anii cincizeci și șaizeci, după încheierea primei serii postbelice. Indicativul A (care avea să fie urmat de B, C, D, E și F) atestă faptul că seria a fost prima din rândul celor sistematizate. Ultimele apariții ale seriei datează din 1965, iar reeditările au continuat până în 1967. 

## Seria E_B
Seria E_B reunește discurile de ebonită cu diametru de 30 cm editate de Electrecord în anii cincizeci și șaizeci, în paralel cu Seria E_A după prima serie postbelică. Indicativul B (care avea să fie urmat de C, D, E și F) atestă faptul că seria a fost a doua din rândul celor sistematizate. 

## Seria E_C
Seria E_C reunește discurile de vinil cu diametru de 17 cm editate de Electrecord în anii cincizeci, șaizeci, șaptezeci și optzeci, și ulterior și nouăzeci. Indicativul C (care avea să fie urmat de D, E și F) atestă faptul că seria a fost a treia din rândul celor sistematizate. 

## Seria E_D
Seria E_D reunește discurile de vinil cu diametru de 25 cm editate de Electrecord în anii cincizeci, șaizeci și șaptezeci. Indicativul D (care avea să fie urmat de E și F) atestă faptul că seria a fost a patra din rândul celor sistematizate. 

## Seria E_E
Seria E_E reunește discurile de vinil cu diametru de 30 cm editate de Electrecord în anii cincizeci, șaizeci, șaptezeci, optzeci și nouăzeci. Numerele de catalog din această serie au formatul ExE + număr, unde „x” poate fi înlocuit de literele: C (muzică cultă/„clasică”), D (muzică de divertisment), L (înregistrări licențiate în străinătate), P (muzică populară și folclorică) sau X (înregistrări diverse – teatru radiofonic, materiale propagandistice). Numărul merge de la 1 până în jur de 4400. Aceasta a fost ultima serie din rândul celor sistematizate. După o pauză de 27 de ani (1996-2023), seria revine cu numele de EN_E.

## Seria E_F
Din seria E_F fac parte fotodiscurile produse de Electrecord la sfâșitul anilor șaizeci și de-a lungul deceniului următor. Formatul ales de casa românească de discuri era cel de carte poștală muzicală. Astfel, pe fața fotodiscului erau tipărite ilustrate în culori conținând imagini din București, iar pe verso se afla înregistrarea unui singur cântec, gravată cu șanț microrilă de 17 cm diametru (ca la discurile din seria E_C). Împrejurul șanțurilor erau prezentate datele discului și se putea scrie o scurtă dedicație pe spațiul rămas liber. 

## Seria STC
Din seria STC fac parte casetele produse de Electrecord între 1975 și 2005. După o pauză de 18 de ani (2005-2023), seria revine cu numele de SNTC.

## Seria EDC
Din seria EDC fac parte compact-discurile produse de Electrecord după 1990. Inițial, între 1990-1995, s-a numit ELCD, adoptând ulterior codul EDC, și după 2023, ENDC.

## Alte serii
Cuprinde seria CS (comandă specială) începută în 1966 pentru discurile de vinil de 17, 25 și 30 de cm, și în 1990 pentru casete. Deasemeni seria RC (reclamă comercială) concepută în anii șaizeci pentru discurile de vinil de 17 și 25 de cm. Tot aici este cuprinsă și seria DVD pentru discurile video de după 1990.